# SAL 2027
A SAL 2027 egy B-2 tengelyelrendezésű áramvonalas dízelmozdony-sorozat volt, melyet az amerikai General Motors Electro-Motive Division gyártott. A 447 kW teljesítményű mozdonyból összesen két db-ot gyártottak 1936-ban.